# ゆきん子舞
ゆきん子舞（ゆきんこまい）は、日本のイネの品種名および銘柄名。新潟県の早生の中間型で多肥条件における耐倒伏性が強い良食味品種である。新潟県における2017年（平成29年）産米の産地品種銘柄（必須銘柄）となっている。粘りが少なくあっさりとした食味で、丼やチャーハン、外食産業向けの業務用米に向く。

## 概要
1989年、新潟県農業試験場（新潟県農業総合研究所 作物研究センター）で、新潟20号（ゆきの精）と山形35号（どまんなか）を人工交配。1994年、生産力検定および特性検定の実施。2000年、「新潟71号」の系統名。奨励品種の決定調査。2004年、雑種第16代。2006年、高標高地（400m以上）を除く県内全域に普及を図る。
- 交配系譜

| 「新潟20号」（ゆきの精） | 「新潟20号」（ゆきの精） | 「新潟20号」（ゆきの精） | 「新潟20号」（ゆきの精） | 「新潟20号」（ゆきの精） | 「新潟20号」（ゆきの精） |  |  | 「山形35号」（どまんなか） | 「山形35号」（どまんなか） | 「山形35号」（どまんなか） | 「山形35号」（どまんなか） | 「山形35号」（どまんなか） | 「山形35号」（どまんなか） |  |  |  |  |  |  |
| 「新潟20号」（ゆきの精） | 「新潟20号」（ゆきの精） | 「新潟20号」（ゆきの精） | 「新潟20号」（ゆきの精） | 「新潟20号」（ゆきの精） | 「新潟20号」（ゆきの精） |  |  | 「山形35号」（どまんなか） | 「山形35号」（どまんなか） | 「山形35号」（どまんなか） | 「山形35号」（どまんなか） | 「山形35号」（どまんなか） | 「山形35号」（どまんなか） |  |  |  |  |  |  |
|                          |                          |                          |                          |                          |                          |  |  |                            |                            |                            |                            |                            |                            |  |  |  |  |  |  |
|                          |                          |                          |                          | ゆきん子舞（新潟71号）   |                          |  |  |                            |                            |                            |                            |                            |                            |  |  |  |  |  |  |